# Srednjeveška Evropa
‎Srednjeveška Evropa (izvirni angleški naslov The Pelican History of Medieval Europe) je zgodovinska monografija, delo avtorja Maurice Keena iz leta 1969. Delo je v slovenščino prevedla Seta Knop; založba Mladinska knjiga jo je izdala leta 1993.
Avtor se v svoji knjigi ukvarja s preučevanjem srednjeveške Evrope med leti 800 in 1449; v raziskavi se je predvsem osredotočil na raziskavo današnje zahodne Evrope in zgodovino krščanstva v Evropi.